# Čornobajský rajón
Čornobajský rajón (ukrajinsky Чорнобаївський район) byl rajón v Čerkaské oblasti na Ukrajině. Hlavním městem byl Čornobaj a rajón měl přibližně 40 tisíc obyvatel. 

## Sídla v rajónu
- Čornobaj